# كهورين
كهورين هي قرية في مقاطعة ميانة، إيران. عدد سكان هذه القرية هو 54 في سنة 2006.